# Макаров, Семён Семёнович
Семён Семёнович Мака́ров (1902, Верхняя Ярославка, Тамбовская губерния — 29 октября 1972, Караганда) — конструктор угольных комбайнов.

## Биография
Родился в селе Верхняя Ярославка (ныне Сосновский район, Тамбовская область). С юных лет работал по найму.
В 1922—1925 годах служил в РККА в оружейной мастерской 16-го кавалерийского полка имени Г. И. Котовского, получил квалификацию «оружейный мастер».
С 1926 году работал на шахте имени В. Р. Менжинского (Кадиевка) техником по обслуживанию машины по добыче угля «Эйкгоф». С 1930 года механик крупного угледобывающего предприятия — шахты «Альберт».
После начала войны — в эвакуации в Караганде, главный механик шахты № 31.
В 1944 году сконструировал угольный комбайн ГКМ-1 (Горный комбайн Макарова), в октябре начавший работу в забое. Производительность — 35 тонн в час.
В июле 1945 году на заводе имени А. Я. Пархоменко создано СКБ института Гипроуглемаш, он был назначен начальником СКБ.
Серийное производство комбайнов Макарова было освоено на Омском оборонном заводе.
Депутат ВС СССР 2 созыва (1946—1950).
В 1953—1964 годах главный конструктор института «Гипроуглемаш».
Публикации
- Подземные танки, Молодость Караганды, М., Углетехиздат, 1949, стр. 25 — 33

## Награды и премии
- Сталинская премия второй степени (1948) — за разработку конструкции и внедрение в производство высокопроизводительного комбайна системы Макарова для одновременной зарубки, отбойки и погрузки угля на транспортёр в длинных забоях
- заслуженный изобретатель Казахской ССР (16.12.1960).
- орден Трудового Красного Знамени.
- медали